# Koning der Nederlanden (schip, 1872)
De Koning der Nederlanden is een voormalig mailschip van de Stoomvaart-Maatschappij Nederland (SMN). Het werd gebouwd in 1872 in Glasgow. Op 4 oktober 1881 was het schip op weg van Batavia naar Amsterdam toen de schroefas brak. Hierdoor kon er water naar binnen komen via de schroefasafdichting, zodat het schip langzaam volliep. Het zonk uiteindelijk een dag later. Op dat moment bevond het schip zich enige honderden kilometers van Diego Garcia in de Indische Oceaan. Tweehonderdzestien opvarenden probeerden in zeven reddingssloepen naar het eiland te komen. Een aantal werden opgepikt door passerende schepen. Eén sloep bereikte Ceylon met negenentwintig overlevenden. Van drie sloepen met negentig passagiers en bemanningsleden werd niets meer vernomen.
De schroefvoortstuwing was in die tijd al erkend als efficiënter dan radervoortstuwing, maar de constructie van lange schroefassen die sterk en flexibel genoeg waren, was nog problematisch. De schroefassen moesten zo lang zijn, omdat de machinekamer zich over het algemeen midscheeps bevond.
In het Nederlands Scheepvaartmuseum bevindt zich een olieverfschilderij van de schilder J. Eden, deze ramp voorstellende.